# 江澤璃菜
江澤 璃菜（えざわ りな、1990年4月11日 - ）は、日本の女優。
千葉県出身。かつてはホリ・エージェンシーに所属していた。特技はクラシックバレエ。上原裕子バレエ研究所でクラシックバレエを習っていた。

## 来歴
第29回ホリプロタレントスカウトキャラバン決勝進出をきっかけにスカウトされる。BS朝日の「女優開発プロジェクト ××プロ」に一年間レギュラー出演の後、トップで卒業（2006年3月12日放送）。

## 出演作品

### CM
- タカラ「きぐるみキグミ〜登場篇」（2005年）
- セガサミーホールディングス企業CM（2007年）
- 法務省「裁判員制度」告知ポスター
- 城南予備校イメージポスター（2007年）
- ジョンソン・エンド・ジョンソン「アキュビュー アドバンス」ダンス編（2007年）
- NTTドコモ企業CM「応援」篇（2008年）
- 大正製薬「コーラックII」お泊まり篇（2008年）
- 神戸女子大学（2009年）

### ドラマ
- 3夜連続特別ドラマ・女の一代記シリーズ第3回「杉村春子〜悪女の一生・芝居と結婚した女優」 （2005年11月26日、フジテレビ） - 16歳の杉村春子 役
- 着信アリ（2005年、テレビ朝日） - 落合優理 役
- PS -羅生門- 第4話（2006年、テレビ朝日） - 大野ユイ 役
- 彼女との正しい遊び方（2007年、テレビ朝日） - 佐々岡舞子 役
- 赤い糸（2009年2月7日、フジテレビ）

### 映画
- 心霊写真 -呪撮-（2006年、DVD作品）
- 怪談（2007年8月4日公開、松竹）
- ちいさな恋のものがたり（2008年4月19日公開）
- 赤い糸（2008年12月20日公開、松竹）

### その他
- 女優開発プロジェクト ××プロ（2005年、テレビ朝日・BS朝日）
- ワナゴナ（2007年1月28日、TBS） - 番組中のショートフィルムに出演
- Webムービー 清く恋しく、美しく（2007年7月、監督：ウスイヒロシ、脚本：三浦有為子、Yahoo!動画） - 白鳥楓 役